# Boba Fett
Boba Fett er en fiktiv person i Star Wars-universet. Han efterfølger sin far, Jango Fett og bliver dusørjæger som voksen.

## Optrædener

### Prequel trilogien
Boba Fett optræder i Star Wars Episode II: Klonernes angreb som er i starten af sine teenageår (spillet af Daniel Logan). Det afsløres, at Boba er en uændret klon af sin far og dusørjæger Jango Fett, som fik Boba skabt på Kamino, så han kunne opdrage ham som sin søn, som en belønning for Jangos ydelse som værtsorganismen til en hær bestående af klonsoldater til Den Galaktiske Republik. Boba hjælper Jango med at flygte fra Obi-Wan, og tager med Jango til planeten Geonosis, hvor han ser ham blive dræbt ved halshugning af Mace Windu i det første slag i klonkrigene. Efter slaget slutter, sørger Boba over sin fars død, og holder hans hjem op til sig.
Efter Jangos død, åbnede Boba den såkaldte "Sorte Bog", der var skrevet i kode. Jango havde sagt, at hvis han nogensinde skulle blive alene, kunne han søge råd her. Boba begyndte at arbejde som dusørjæger. Han arbejdede for Det Galaktiske Imperium eller for gangsterbossen Jabba the Hutt.

### Den originale trilogi
I Star Wars Episode V: Imperiet slår igen bliver han hyret af sammen med andre dusørjægere til at fange Han Solo af både imperiet og Jabba. Det lykkedes ham at finde Solo. Imperiet frøs Solo inde i carbonit som et forsøg, og Boba fik derefter blokken med Solo indeni. Han tog Solo med til Jabba og blev i Jabbas palads i et stykke tid.
I Star Wars Episode VI: Jedi-ridderen vender tilbage da Solos venner kommer for at redde ham, hjælper Boba i kampen imod dem, men hans våben bliver ødelagt af Luke Skywalker, og Boba falder ned i gabet på uhyret Sarlacc.
Mange fans troede ikke på, at Boba Fett døde i maven på Sarlacc. Der findes flere historier om, hvordan Boba overlevede, men alle disse er blot en del af Star Wars continuity-universet, og er derfor ikke kanon. Derudover optræder Boba også i flere computerspil, der foregår efter Episode VI, hvori hans seneste optræden er i Jedi Academy.
Derudover, har én film-seriens producere (Star Wars-historikeren J. W. Rinzler) offentligt konstateret at Boba ikke døde i Sarlaccgruben, men tværtimod overlevede og formåede at flygte.

### TV-serier

#### The Mandalorian
Boba Fett vendte tilbage i universet i serien The Mandalorian der fik præmiere på Disney+ i november 2019.

#### The Book of Boba Fett
Den 29. december 2021 udkom serien The Book of Boba Fett på Disney+. I denne serie, forsøger Boba Fett og hans partner Fennec Shand (spillet af Ming-Na Wen) at genopbygge Jabba the Hutts forbryder-imperium på Tatooine, mens man samtidig også ser, hvad der sker efter Boba faldt ned i sarlaccgruben.

## Andet
Det er ikke kun i filmene man ser Boba Fett. Han er nemlig med i mange bøger og tegneserier.
I The Star Wars Holiday Special er der en tegnefilm med ham. Blandt andet har han været med i den kendte Shadows of the Empire tegneserie som også er lavet som spil og fan film. shadows of the emprie foregår i tiden mellem The Empire Strikes Back og Return of the Jedi hvor Boba Fett er på vej til Jabba the Hutt med Han Solo for at få sin dusør. Men han bliver jagtet af alle andre dusørjæger som også vil have fat i dusøren, blandt andet Bossk.